# Fenilalanina
A Fenilalanina é um dos aminoácidos essenciais ao ser humano, ou seja, não pode ser sintetizado pelo organismo humano e tem de ser adquirido através da dieta, já que é constituinte de cerca de 3,9% das proteínas do nosso organismo (Voet D e Voet J, 2013).
Dentre a classificação dos aminoácidos, a fenilalanina é considerada apolar devido ao resíduo de fenil (anel aromático) que é responsável pela alta absorção de radiação UV usada em quantificação de proteínas (Voet D e Voet J, 2013 e PUBCHEM).
Assim como quase todos os aminoácidos, apresenta atividade óptica em seu Calfa (carbono 2) tendo isômeros L (levógiro) e D (dextrógiro), de acordo com o desvio da luz polarizada. O isômero "L" atua como formador de proteínas, enquanto o "D" atua como analgésico (Voet D e Voet J, 2013 e PUBCHEM). 
Vale ressaltar que os 20 aminoácidos essenciais são do tipo "L". Aminoácidos do tipo "D" podem ser encontrados em bactérias ou são originados por inversão dos tipo "L" já existentes, por ação enzimática  (Voet D e Voet J, 2013). 
A fenilalanina é encontrada no aspartame, um adoçante, substituto do açúcar e muito utilizado em bebidas, principalmente refrigerantes.
Existe um grupo de pessoas que sofrem da uma doença hereditária chamada fenilcetonúria (FCU). A estas pessoas falta uma enzima que é necessária para digerir a fenilalanina. Esta, como não é absorvida, passa a acumular-se no organismo até ser convertida em compostos tóxicos, designados por fenilcetonas (como o fenilacetato e a fenetilamina), que são expelidos pela urina. Os doentes com PKU que ingerem a fenilalanina sofrem de diferentes sintomas de toxicidade, incluindo atrasos mentais especialmente em crianças, e distúrbios intelectuais nos adultos. Sem o diagnóstico e orientações médicas seguidas corretamente, a fenilcetonúria leva a convulsões, problemas de pele e cabelo, deficiência mental e até mesmo invalidez permanente.
A fenilcetonúria é diagnosticada através do teste do pezinho nos bebês e requer tratamento por toda a vida.